# Graveron-Sémerville

Graveron-Sémerville este o comună în departamentul Eure, Franța. În 1 ianuarie 2022 avea o populație de 321 de locuitori.